# BFG: Bardzo Fajny Gigant
BFG: Bardzo Fajny Gigant (ang. The BFG) – amerykański film fantasy w reżyserii Stevena Spielberga z 2016 roku, zrealizowany w koprodukcji z Wielką Brytanią i Kanadą. Scenariusz oparto na powieści Wielkomilud (The BFG) brytyjskiego pisarza Roalda Dahla. BFG to skrót od "Big Friendly Giant".

## Obsada
- Mark Rylance – BFG
- Ruby Barnhill – Sophie
- Penelope Wilton – Królowa
- Rebecca Hall – Mary
- Bill Hader – The Bloodbottler
- Jemaine Clement – The Fleshlumpeater

## Fabuła
Bardzo Fajny Gigant (BFG) para się chodzeniem po nocach od domu do domu i darowaniem dzieciom snów. Gdy którejś nocy przyłapuje go mała Sophie, zabiera ją ze sobą do kraju Gigantów, aby nie wygadała innym, co zobaczyła. Sophie zaprzyjaźnia się z BFG i stopniowo odkrywa tajniki jego fascynującej pracy, a także jego bolesne tajemnice.
Spotyka też inne olbrzymy, które okazują się wredne i niebezpieczne. Kiedy zaczynają one poważnie uprzykrzać życie Sophie i BFG, wychodzi na jaw, że są też poważnym zagrożeniem dla innych dzieci w całej Anglii. Wtedy dziewczynka opracowuje sprytny i odważny plan pokonania ich, który prowadzi ją i BFG do samego pałacu królowej Wielkiej Brytanii

## Produkcja
Producenci Frank Marshall i Kathleen Kennedy pierwsze przygotowania do realizacji filmu rozpoczęli już w 1991 roku. Siedem lat później scenarzyści Robin Swicord i Nicholas Kazan napisali scenariusz, który powstał z myślą o Robinie Williamsie mającym zagrać główną rolę. Produkcja nie doszła jednak do skutku, a do 2001 roku scenariuszu został na nowo przepisany przez Gwyn Lurie.
We wrześniu 2011 roku wytwórnia DreamWorks ogłosiła, że nabyła prawa do filmowej adaptacji książki The BFG. Napisaniem nowego scenariusza zajęła się Melissa Mathison, a za reżyserię miał początkowo odpowiadać John Madden. Jednakże w kwietniu 2014 roku ogłoszono, że film zrealizuje Steven Spielberg. W marcu 2015 roku wytwórnia Walden Media zgodziła się współfinansować film i pomóc w jego realizacji. Miesiąc później to samo uczyniła wytwórnia Walt Disney Studios, która zgodziła się także zostać dystrybutorem filmu. W ten sposób BFG stał się pierwszym filmem wyreżyserowanym przez Stevena Spielberga, który został sygnowany logiem Disneya. Wcześniej reżyser jedynie wyprodukował dla tej wytwórni kilka produkcji.
Kompletowanie obsady rozpoczęło się pod koniec 2014 roku. W tytułowej roli obsadzono Marka Rylance’a, a w roli Sophie, dziesięcioletnią Brytyjkę, Ruby Barnhill. 13 kwietnia 2015 roku ogłoszono, że w filmie wystąpią także: Penelope Wilton, Rebecca Hall, Jemaine Clement, Michael David Adamthwaite, Daniel Bacon, Chris Gibbs, Adam Godley, Jonathan Holmes, Paul Moniz de Sa i Ólafur Ólafsson.
Główne zdjęcia rozpoczęły się 23 marca 2015 roku w Vancouver  i zakończyły 12 czerwca tego samego roku.